# 전북특별자치도의회
전북특별자치도의회는 대한민국 전북특별자치도에 제출된 의견이나 법안을 처리하기 위해 설치된 의회이다.

## 조직

### 의장단
- 의장
- 부의장 2명

### 위원회
상임위원회
- 의회운영위원회
- 행정자치위원회
- 환경복지위원회
- 농산업경제위원회
- 문화건설위원회
- 교육위원회

특별위원회
- 예산결산특별위원회
- 윤리특별위원회

### 사무기구
사무처
- 총무담당관실[2]
- 의사담당관실[2]
- 입정정책담당관실[2]
- 의정홍보담당관실[2]
- 전문위원

## 역대 전북특별자치도의회의원 선거 결과

### 제1대 전라북도의회
1952년 5월 10일에 실시된 1952년 대한민국 지방 선거를 통해 32명의 제1대 전라북도의원이 선출되었다. 
| 정당 | 정당               | 합계 |
| ---- | ------------------ | ---- |
|      | 자유당             | 13   |
|      | 대한청년단         | 9    |
|      | 민주국민당         | 1    |
|      | 대한독립촉성국민회 | 1    |
|      | 무소속             | 8    |

### 제2대 전라북도의회
1956년 8월 13일에 실시된 1956년 대한민국 지방 선거를 통해 44명의 제2대 전라북도의원이 선출되었다.
| 정당 | 정당   | 합계 |
| ---- | ------ | ---- |
|      | 자유당 | 22   |
|      | 민주당 | 6    |
|      | 무소속 | 16   |

### 제3대 전라북도의회
1960년 12월 12일에 실시된 1960년 대한민국 지방 선거를 통해 48명의 제3대 전라북도의원이 선출되었다.
| 정당 | 정당   | 합계 |
| ---- | ------ | ---- |
|      | 민주당 | 26   |
|      | 신민당 | 5    |
|      | 무소속 | 17   |

### 제4대 전라북도의회
1991년 6월 20일에 실시된 1991년 대한민국 지방 선거를 통해 52명의 제4대 전라북도의원이 선출되었다.
| 정당 | 정당         | 합계 |
| ---- | ------------ | ---- |
|      | 신민주연합당 | 51   |
|      | 무소속       | 1    |

### 제5대 전라북도의회
1995년 6월 27일에 실시된 제1회 전국동시지방선거를 통해 58명의 제5대 전라북도의원이 선출되었다. 본 선거를 통해 지역구 의원 52명과 비례대표 의원 6명이 선출되었다.
| 정당 | 정당       | 지역구 | 비례대표 | 합계 |
| ---- | ---------- | ------ | -------- | ---- |
|      | 민주당     | 49     | 4        | 53   |
|      | 민주자유당 | 0      | 2        | 2    |
|      | 무소속     | 3      | -        | 3    |

|  | 24.4% |

|  | 60.5% |

|  | 15.1% |

### 제6대 전라북도의회
1998년 6월 4일에 실시된 제2회 전국동시지방선거를 통해 38명의 제6대 전라북도의원이 선출되었다. 본 선거를 통해 지역구 의원 34명과 비례대표 의원 4명이 선출되었다.
| 정당 | 정당           | 지역구 | 비례대표 | 합계 |
| ---- | -------------- | ------ | -------- | ---- |
|      | 새정치국민회의 | 32     | 2        | 34   |
|      | 한나라당       | 0      | 1        | 1    |
|      | 자유민주연합   | 0      | 1        | 1    |
|      | 무소속         | 2      | -        | 2    |

|  | 2.3% |

|  | 65.4% |

|  | 3.6% |

|  | 1.4% |

|  | 27.3% |

한 정당에 비례대표 의석 2/3를 초과하여 배분할 수 없다는 공직선거법 조항에 따라 새정치국민회의에 2석, 자유민주연합과 한나라당에 각 1석이 배분되었다.

### 제7대 전라북도의회
2002년 6월 13일에 실시된 제3회 전국동시지방선거를 통해 36명의 제7대 전라북도의원이 선출되었다. 본 선거를 통해 지역구 의원 32명과 비례대표 의원 4명이 선출되었다.
| 정당 | 정당         | 지역구 | 비례대표 | 합계 |
| ---- | ------------ | ------ | -------- | ---- |
|      | 새천년민주당 | 27     | 2        | 29   |
|      | 한나라당     | 0      | 1        | 1    |
|      | 민주노동당   | 0      | 1        | 1    |
|      | 무소속       | 5      | -        | 5    |

|  | 65.18% |

|  | 12.76% |

|  | 9.68% |

|  | 5.40% |

|  | 4.81% |

|  | 2.13% |

한 정당에 비례대표 의석 2/3를 초과하여 배분할 수 없다는 공직선거법 조항에 따라 새천년민주당에 2석, 한나라당과 민주노동당에 각 1석이 배분되었다.

### 제8대 전라북도의회
2006년 5월 31일에 실시된 제4회 전국동시지방선거를 통해 38명의 제8대 전라북도의원이 선출되었다. 본 선거를 통해 지역구 의원 34명과 비례대표 의원 4명이 선출되었다.
| 정당 | 정당       | 지역구 | 비례대표 | 합계 |
| ---- | ---------- | ------ | -------- | ---- |
|      | 열린우리당 | 20     | 2        | 22   |
|      | 민주당     | 12     | 1        | 13   |
|      | 민주노동당 | 0      | 1        | 1    |
|      | 무소속     | 2      | -        | 2    |

|  | 39.69% |

|  | 37.67% |

|  | 14.92% |

|  | 7.69% |

### 제9대 전라북도의회
2010년 6월 2일에 실시된 제5회 전국동시지방선거를 통해 43명의 제9대 전라북도의원이 선출되었다. 본 선거를 통해 지역구 의원 34명과 비례대표 의원 4명, 교육의원 5명이 선출되었다.
| 정당 | 정당       | 지역구 | 비례대표 | 합계 |
| ---- | ---------- | ------ | -------- | ---- |
|      | 민주당     | 33     | 2        | 35   |
|      | 민주노동당 | 1      | 1        | 2    |
|      | 한나라당   | 0      | 1        | 1    |
|      | 교육의원   | -      | -        | 5    |

|  | 61.70% |

|  | 12.63% |

|  | 10.91% |

|  | 8.06% |

|  | 3.91% |

|  | 2.02% |

|  | 0.73% |

한 정당에 비례대표 의석 2/3를 초과하여 배분할 수 없다는 공직선거법 조항에 따라 민주당에 2석, 한나라당과 민주노동당에 각 1석이 배분되었다.

### 제10대 전라북도의회
2014년 6월 4일에 실시된 제6회 전국동시지방선거를 통해 38명의 제10대 전라북도의원이 선출되었다. 본 선거를 통해 지역구 의원 34명과 비례대표 의원 4명이 선출되었다.
| 정당 | 정당           | 지역구 | 비례대표 | 합계 |
| ---- | -------------- | ------ | -------- | ---- |
|      | 새정치민주연합 | 32     | 2        | 34   |
|      | 새누리당       | 0      | 1        | 1    |
|      | 통합진보당     | 0      | 1        | 1    |
|      | 무소속         | 2      | -        | 2    |

|  | 63.23% |

|  | 17.46% |

|  | 8.31% |

|  | 6.81% |

|  | 1.74% |

|  | 1.43% |

|  | 1.00% |

한 정당에 비례대표 의석 2/3를 초과하여 배분할 수 없다는 공직선거법 조항에 따라 새정치민주연합에 2석, 새누리당과 통합진보당에 각 1석이 배분되었다.

### 제11대 전라북도의회
2018년 6월 13일에 실시된 제7회 전국동시지방선거를 통해 39명의 제11대 전라북도의원이 선출되었다. 본 선거를 통해 지역구 의원 35명과 비례대표 의원 4명이 선출되었다.
| 정당 | 정당         | 지역구 | 비례대표 | 합계 |
| ---- | ------------ | ------ | -------- | ---- |
|      | 더불어민주당 | 34     | 2        | 36   |
|      | 민주평화당   | 0      | 1        | 1    |
|      | 정의당       | 0      | 1        | 1    |
|      | 무소속       | 1      | -        | 1    |

|  | 68.10% |

|  | 12.88% |

|  | 9.34% |

|  | 3.73% |

|  | 3.63% |

|  | 1.24% |

|  | 1.05% |

한 정당에 비례대표 의석 2/3를 초과하여 배분할 수 없다는 공직선거법 조항에 따라 더불어민주당에 2석, 정의당과 민주평화당에 각 1석이 배분되었다.

### 제12대 전라북도의회
2022년 6월 1일에 실시된 제8회 전국동시지방선거를 통해 40명의 제12대 전라북도의원이 선출되었다. 본 선거를 통해 지역구 의원 36명과 비례대표 의원 4명이 선출되었다.
| 정당 | 정당         | 지역구 | 비례대표 | 합계 |
| ---- | ------------ | ------ | -------- | ---- |
|      | 더불어민주당 | 35     | 2        | 37   |
|      | 국민의힘     | 0      | 1        | 1    |
|      | 정의당       | 0      | 1        | 1    |
|      | 진보당       | 1      | 0        | 1    |

|  | 71.88% |

|  | 16.43% |

|  | 8.52% |

|  | 1.62% |

|  | 1.18% |

|  | 0.33% |

## 정당별 의석 수
| ↓      |        |              |          |  |
| 1      | 1      | 37           | 1        |  |
| 진보당 | 정의당 | 더불어민주당 | 국민의힘 |  |

### 교섭단체
전북특별자치도의회는 6석 이상을 확보한 정당, 또는 교섭단체에 속하지 않은 6명의 의원이 교섭단체를 구성할 수 있다.

## 갤러리

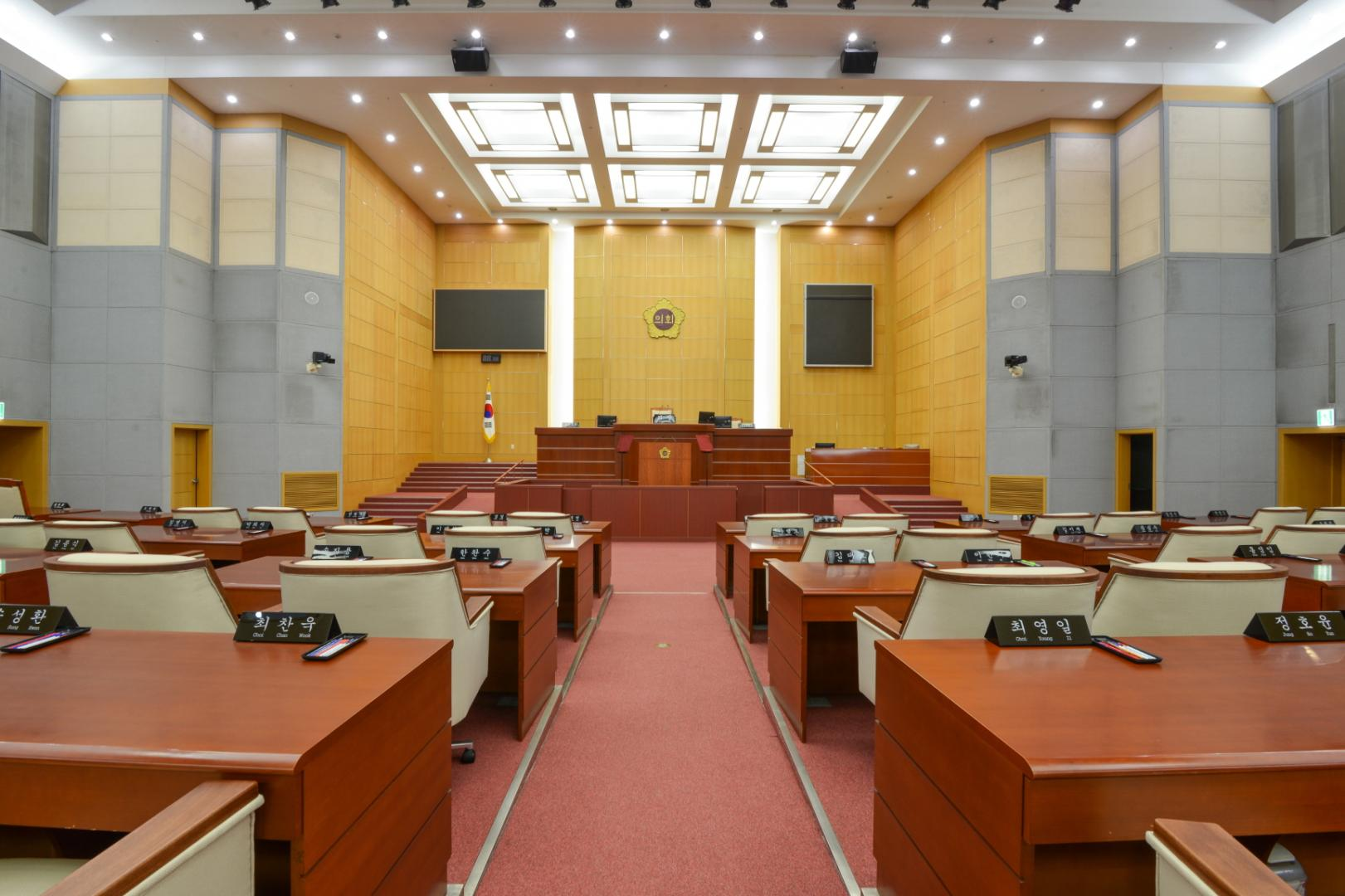
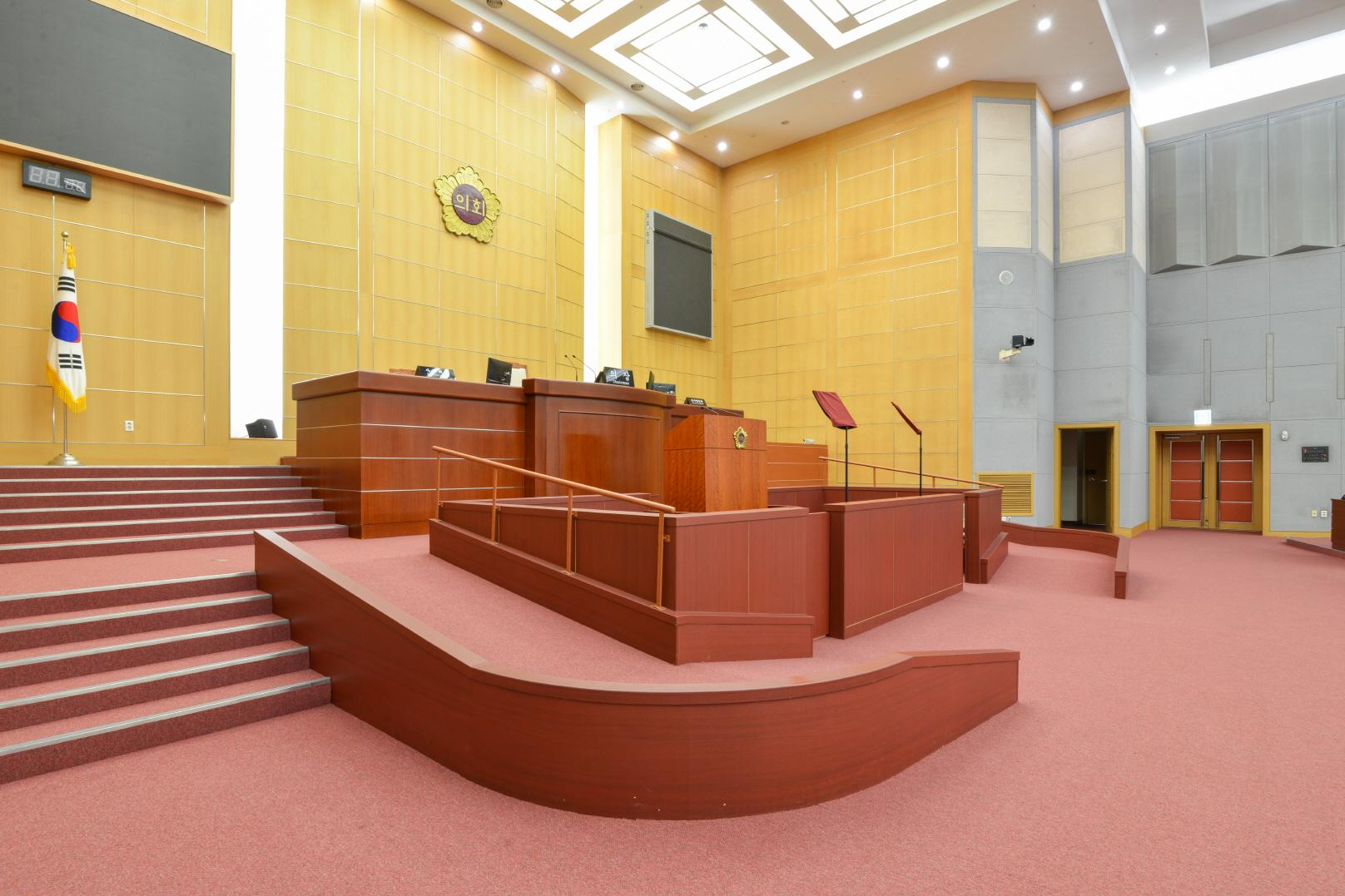
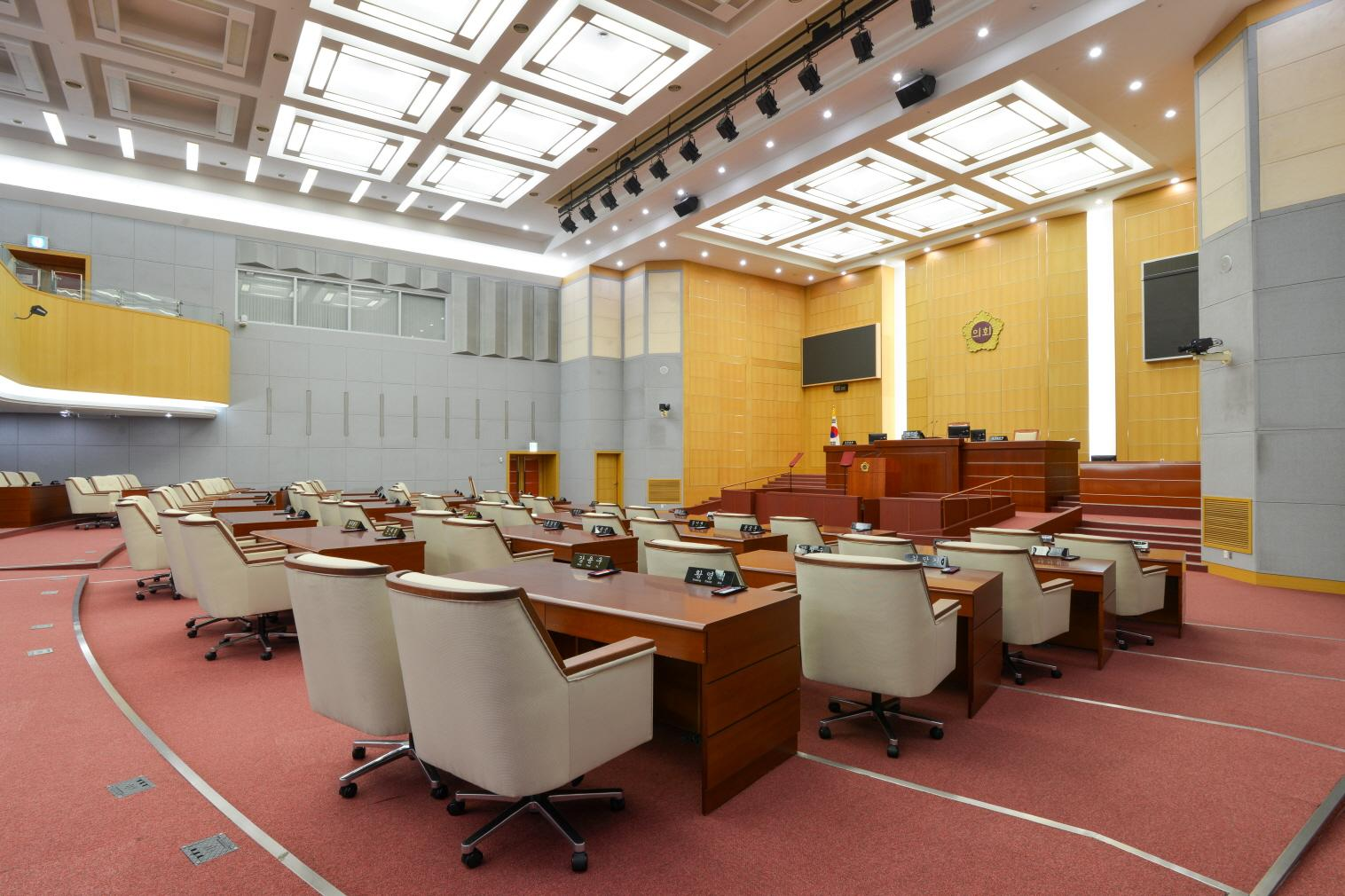

## 같이 보기
- 전북특별자치도의회의원 목록
- 전북특별자치도청